# Geology (udde i Antarktis)
Geology är en udde i Antarktis. Den ligger i Östantarktis. Nya Zeeland gör anspråk på området.
Terrängen inåt land är kuperad åt sydost, men västerut är den bergig. Havet är nära Geology åt nordost. Trakten är obefolkad. Det finns inga samhällen i närheten. 